# Diplopleura vivesi
Diplopleura vivesi är en djurart som tillhör fylumet slemmaskar, och som först beskrevs av Louis Joubin 1905.  Diplopleura vivesi ingår i släktet Diplopleura och familjen Lineidae. Inga underarter finns listade i Catalogue of Life.